# Mitja Sirén
Mitja Sirén är en finländsk skådespelare, kompositör, kostymör och scenograf. Han är främst verksam inom teatern och har varit anställd vid Svenska teatern i Helsingfors sedan 1997. Han har även medverkat i teateruppsättningar vid bland annat Göteborgs stadsteater, Uppsala stadsteater och Riksteatern.
Sirén har också bland annat medverkat i de finländska julkalendrarna Tomteskolan från 1992 och Den vita haren från 1998. Han har även medverkat i filmen Paradiset brinner från 2023.

## Filmografi (i urval)
- 1992 – Tomteskolan
- 1992 – Plåstrets pirat-tv
- 1998 – Den vita haren
- 2023 – Paradiset brinner